# Daniel McCullers
Daniel McCullers (Raleigh, 11 agosto 1992) è un giocatore di football americano statunitense che gioca nel ruolo di nose tackle per i Pittsburgh Steelers della National Football League (NFL). Fu scelto nel corso del sesto giro (215º assoluto) del Draft NFL 2014. Al college giocò a football a Tennessee.

## Carriera professionistica

### Pittsburgh Steelers
McCullers fu scelto nel corso del sesto giro del Draft 2014 dai Pittsburgh Steelers. Debuttò come professionista subentrando nella settimana 7 contro gli Houston Texans. Da quel momento scese sempre in campo, concludendo la sua prima stagione con 2 tackle in nove presenze, di cui una come titolare.

## Statistiche
| Partite totali      | 9 |
| Partite da titolare | 1 |
| Tackle              | 2 |
| Sack                | 0 |
| Intercetti          | 0 |

Statistiche aggiornate alla stagione 2014